# Мала Бушинка
Мала́ Буши́нка — село в Україні, у Немирівській міській громаді Вінницького району Вінницької області. Населення становить 171 особу.

### Історія села
Микола Крикун подає наступні варіанти назв с. Мала Бушинка, зафіксовані у хронологічному порядку у відповідних джерелах:
- Бушинці або Рудівці (Buszynce alias Rudiowce), с. — Акти коронного трибуналу 1609, 1613;
- Buszynce Małe alias Rudowce, c. — Акти коронного трибуналу 1622;
- Док. 1638 (Львівська наукова бібліотека ім. В. Стефаника НАН України, від. рукописів, ф. 141, оп. 1, од. зб. 187, с. 137);
- Buszynce Małe, с. — Подимний реєстр 1629;
- Вінницька ґродська книга 1645 (ЦДІАУК, ф. 44, on. 1, од. зб. 2, арк. 452);
- Buszynce, с. — Подимний реєстр 1664;
- Buszynce alias Rudawka, с. — Док. 1664 (ЦДІАУК, ф. 43, оп. 1, од. зб. 1, арк. 53);
- Buszincze, с. — Ґ. Л. де Боплан.

У XVIII столітті с. Бушинці, Малі Бушинці, Мала Бушинка, Стара Бушинка. Згодом і нині с. Мала Бушинка.
Відповідно до Розпорядження Кабінету Міністрів України від 12 червня 2020 року № 707-р «Про визначення адміністративних центрів та затвердження територій територіальних громад Вінницької області» увійшло до складу Немирівської міської громади.
19 липня 2020 року, в результаті адміністративно-територіальної реформи та ліквідації Немирівського району, село увійшло до складу Вінницького району.

## Населення

### Мова
Розподіл населення за рідною мовою за даними :
| Мова       | Кількість | Відсоток |
| ---------- | --------- | -------- |
| українська | 163       | 95.32%   |
| російська  | 6         | 3.51%    |
| румунська  | 2         | 1.17%    |
| Усього     | 171       | 100%     |